# Montreuil-le-Chétif

Montreuil-le-Chétif este o comună în departamentul Sarthe, Franța. În 2009 avea o populație de 312 de locuitori.